# 仲神社 (松崎町)

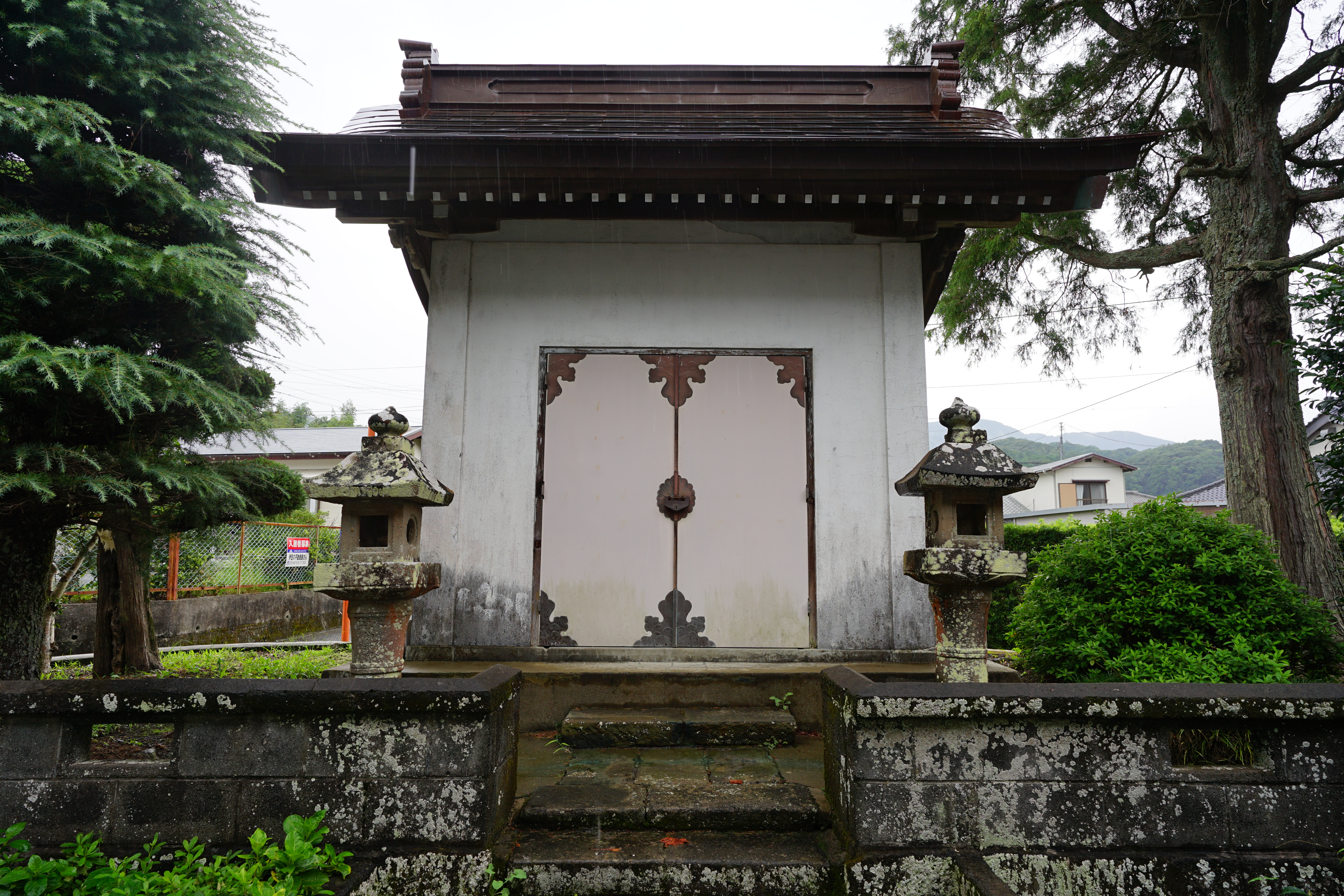
本殿

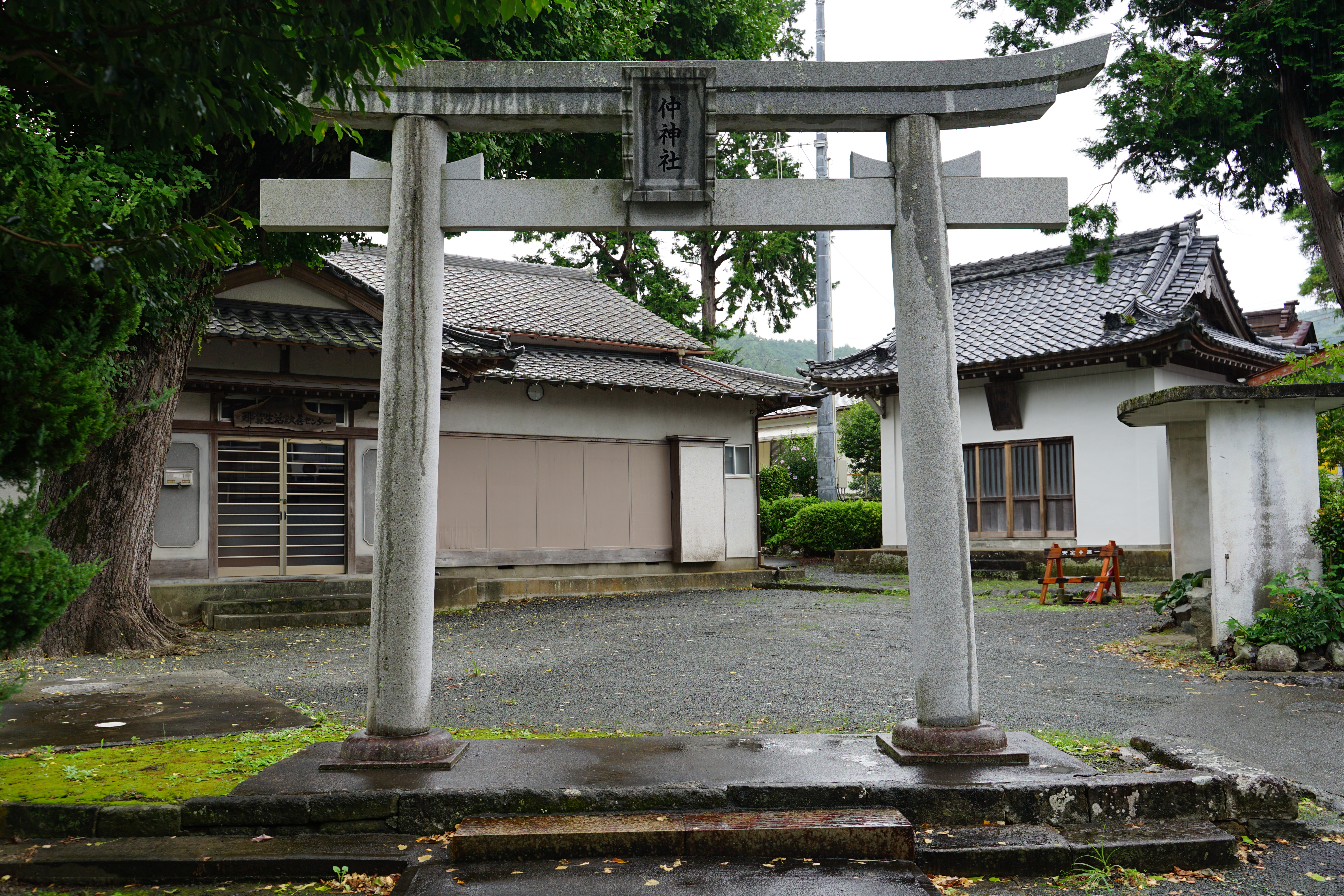
鳥居

仲神社（なかじんじゃ）は、静岡県賀茂郡松崎町那賀の那賀川沿いにある神社。祭神は事代主命。伊豆国那賀郡の式内小社「仲神社」の論社の1つ。旧社格は旧那賀郡那賀村の村社。

## 祭神
主祭神
- 事代主命

相殿神
- 菅原道真

江戸時代の神名帳考証によると、主祭神は現在と異なり「于都斯奈賀命」だった。相殿神の菅原道真は、境内社の津島神社に祀られていたが、文禄以前に本社へ合祀されたもの。

## 由緒
創建時期は不詳。「仲」の由来は、那賀郡那賀郷の「那賀」が転じて「仲」となったという。
中古、伊那上神社に合祀され、社号を「高根明神」と称した。
文禄2年（1593年）旧地である現在地に復社、社号を「仲神社」に復称した。
明治6年（1873年）8月村社に昇格した。
昭和34年（1958年）8月14日の台風により、社殿が倒壊したが、翌年に拝殿・覆殿、鳥居をコンクリート造で再建した。
境内の那賀生活改善センターは、集会所として利用されている。

## 摂末社
- 津島神社（本社に合祀）

## 祭事
- 春祭り（2月11日）
- 津島神社 例祭日（7月15日）
- 八朔祭り（9月1日）
- 秋祭り（11月3日）

## 交通アクセス
- 伊豆急行下田駅から東海バス『堂ヶ島』行き乗車、バス停「宮小路」下車